# Älvsåkers församling
Älvsåkers församling är en församling i Kungsbacka kontrakt i Göteborgs stift. Församlingen ingår i Tölö-Älvsåkers pastorat och ligger i Kungsbacka kommun i Hallands län.

## Administrativ historik
Församlingen har medeltida ursprung. Församlingen har varit och är annexförsamling i pastoratet Tölö och Älvsåker som till 1968 också omfattade Lindome församling.

## Kyrkor
- Älvsåkers kyrka